# 格夫達河
53°03′18″N 16°43′34″E / 53.0551°N 16.726°E

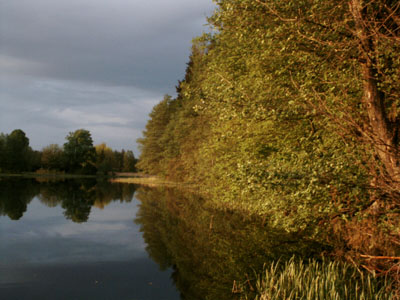

格夫達河是波蘭的河流，屬於諾泰奇河的支流，河道全長140公里，流域面積4,947平方公里，發源自什切齊內克東北面，河口處在烏伊希切，河畔城鎮有皮瓦。